# For the Boys
Pour plus de détails, voir Fiche technique et Distribution.
For the Boys est un film américain réalisé par Mark Rydell, sorti en 1991.

## Synopsis
For the Boys est un film musical américain de 1991 composé d'une comédie dramatique qui retrace la vie de Dixie Leonard, une actrice / chanteuse des années 1940 qui fait équipe avec le célèbre interprète Eddie Sparks pour divertir les troupes américaines. 
Comme The Rose, premier rôle principal de Bette Midler et quasi-biopic blockbuster, le film est une fiction. Cependant, l'actrice et chanteuse Martha Raye a estimé que le personnage de Midler était basé sur de nombreux faits bien connus sur sa vie et sa carrière à l'United Service Organizations et a poursuivi en justice sur la base de cette hypothèse. Après un long conflit juridique, Raye a finalement perdu l'affaire. On croyait généralement que le personnage de Caan était basé sur Bob Hope .
Le film a été adapté par Marshall Brickman, Neal Jimenez et Lindy Laub à partir d'un récit de Jimenez et Laub. Il a été réalisé par Mark Rydell et la bande originale a été composée par Dave Grusin . Il met en vedette Bette Midler, James Caan, George Segal, Patrick O'Neal, Arye Gross et Norman Fell. Vince Vaughn, alors inconnu, a fait ses débuts au cinéma dans le film en tant que soldat enthousiaste dans une foule.
Pour sa performance, Bette Midler a été nommée pour l'Oscar de la meilleure actrice. La bande originale du film contient des reprises de nombreuses chansons classiques, dont Come Rain or Come Shine, Baby it's cold outside de Frank Loesser, PS I Love You, I Remember You et In My Life des Beatles. Beaucoup des titres ont des paroles signées par Johnny Mercer. Le premier single de la bande originale, Every Road Leads Back To You est un titre original écrit par Diane Warren.
En 2011, le film a été adapté pour la scène musicale par Aaron Thielen et Terry James et a été créé au Marriott Theatre dans le Lincolnshire, dans l'Illinois .

## Fiche technique
- Titre : For the Boys
- Réalisation : Mark Rydell
- Scénario : Neal Jimenez, Lindy Laub et Marshall Brickman
- Production : Bonnie Bruckheimer, Raymond Hartwick, Bette Midler, Mark Rydell et Margaret South
- Musique : Dave Grusin
- Photographie : Stephen Goldblatt
- Pays d'origine : États-Unis
- Format : Couleurs - 1,85:1
- Genre : Comédie dramatique, musical
- Durée : 135 minutes
- Date de sortie : 1991

## Distribution
- Bette Midler (VF : Michelle Bardollet) : Dixie Leonard
- James Caan (VF : Michel Papineschi) : Eddie Sparks
- George Segal : Art Silver
- Patrick O'Neal : Shephard
- Christopher Rydell (en) : Danny Leonard
- Arye Gross (VF : Vincent Violette) : Jeff Brooks
- Norman Fell : Sam Schiff
- Rosemary Murphy : Luanna Trott
- Bud Yorkin : Phil
- Jack Sheldon : Wally Fields
- Shannon Wilcox (en) : Margaret Sparks
- Michael Greene (en) : la major-général Scott
- Richard Portnow : Milt, Recording Studio
- Brandon Call : Danny Leonard à 12 ans, New York
- John O'Leary : le censeur de la télé, New York
- Andy Milder : Dressing Room Page, New York
- Billy Bob Thornton : le sergent de la Marine, Corée
- John Ruskin : Marine qui arrête des camions, Corée
- Robert Clotworthy : le commandant de la Navy, Japon
- Xander Berkeley : Roberts, Vietnam
- Tony Pierce : le major de la Firebase, Vietnam
- Walter C. Miller : le directeur TV de l'émission de remise de prix
- Maggie Wagner : l'assistante de Stan de l'émission TV de remise de prix
- David Bowe (en) : le photographe de l'émission TV de remise de prix
- Arliss Howard : le sergent Michael Leonard
- Vince Vaughn : le soldat encourageant dans la foule